# 프랙탈 우주론
프랙탈 우주론(영어: fractal cosmology)은 물리 우주론에서 우주의 물질 분포나 우주의 구조 그 자체가 광범위한 척도에서 자기 유사성을 가지는 기하학적 구조임을 주장하는 소수의 우주론 갈래이다. 보다 일반적으로는 우주와 물질을 연구하는 데 있어서 프랙탈을 응용하는 방법이나 그러한 구조가 나타나는 것과 상관있다. 이러한 마당의 핵심 주제는 우주나 우주 물질 분포의 프랙탈 차원이 거시적인 규모와 미시적인 규모에서 어떻게 측정되는가이다.

## 관측 우주론의 프랙탈
프랙탈 형식을 은하의 분포에 응용하려는 모델은 1987년 루치아노 피에트로네로 등이 처음으로 개발하였다. 이후에 발견된 은하의 수가 증가하여 우주의 거대 구조의 모습이 더욱 상세히 밝혀지면서, 피에트로네로는 우주가 상당히 넓은 척도 범위에서 프랙탈 차원이 약 2인 뚜렷한 프랙탈 양상을 보인다고 주장하였다. 균질한 입방체의 프랙탈 차원은 3이고, 균질면의 경우는 2인 반면, 프랙탈면의 프랙탈 차원은 2와 3 사이의 값을 가진다.
표준 빅뱅 우주론과 ΛCDM 모델에서 예측되다시피, 우주는 큰 척도에서 균일하며 등방적(즉, 매끄럽게 분포하는 것)으로 관측된다. 과학적 합의에 따른 이해는, 슬론 디지털 전천 탐사에 따르면, 실제로 물질은 100메가파섹 너머에서 매끄럽게 분포한다는 것이다.
SDSS 데이터를 활용한 2004년의 어느 연구에 따르면, "파워 스펙트럼이 단일 멱법칙으로 기술되지 않으며, 분명하게 곡률이 나타난다. (…) 그러므로 하나의 멱법칙 파워 스펙트럼을 예측하는 프랙탈 우주 가설과 기타 모델을 잇따라서 사장하는 셈이다." SDSS 데이터에서 밝은 적색 은하(LRG)를 분석한 또 다른 연구는 균질성이 나타나는 z ~ 0.3(70에서 100Mpc/h에 이르는 척도)에서 은하 분포의 프랙탈 차원을 계산한 바 있는데, 그 프랙탈 차원은 "대략 20Mpc/h까지만" 2였다. 2012년, 스크림저 등은 은하의 거대 구조가 대략 70Mpc/h의 척도 너머에서 균질함을 결정적으로 보인 바 있다.

## 이론적 우주론의 프랙탈
이론적 방면의 우주론에서 프랙탈이 처음 등장하는 문헌은 1986년 안드레이 린데의 〈영속적인 자기 재생적 혼돈 인플레이션 우주〉일 것이다(혼돈 인플레이션 이론 참고). 이 이론에서 스칼라장의 진화는 봉우리를 형성하며, 그 봉우리는 핵생성점(nucleation points)이 되어서 공간 일부가 "거품 우주"로 발달하도록 급팽창을 유발한다. 앨런 구스의 2007년 논문 〈영원한 인플레이션과 그 의미〉는 이와 같은 다양한 인플레이션 우주론이 오늘날에도 진지하게 고려되고 있음을 보여준다. 인플레이션은 어떤 형태로든 간에 가장 유효한 우주론 모형으로 널리 받아들여지고 있다.
1986년 이래로 프랙탈 성질을 기술하는 상당히 많은 우주론이 제안되었다. 린데의 이론은 관찰 가능한 우주보다 큰 척도에서 프랙탈 성질을 보이지만, 양자중력적으로 접근하는 인과적 역학적 삼각법(CDT)이나 점근적 안정성 같은 이론은 그와 반대로 플랑크 척도에 가까운 극히 미시적인 규모에서 프랙탈이다. 이러한 양자중력 이론은 시공간 그 자체가 프랙탈 구조이며, 공간의 차원수가 시간에 따라 변화함을 시사한다. 구체적으로, 이러한 이론에 따르면 시공간은 플랑크 척도에서는 2차원이며, 규모가 커지면서 4차원이 된다.
프랑스 수학자 알랭 콘은 오랜 시간 비가환 기하학을 이용하여 일반상대성과 양자역학을 조화하고자 하였다. 이러한 양자중력적 접근법 역시 프랙탈 성질이 나타난다. 《사이언티픽 아메리칸》 2006년 8월 호에 게재된 알렉샌더 헬러먼스의 기사를 인용하면, 콘은 목적을 달성하기 위한 이다음의 중요한 절차는 "프랙탈 차원을 가진 공간이 중력과 결부하는 방식을 이해하려 노력하는 것"이라 하였다. 시간은 콘과 물리학자 카를로 로벨리의 연구에 따르면 그러한 형식으로 자연스럽게 나타난 창발적 성질이지만, 인과적 역학적 삼각법에서는 인접한 구성 요소가 시간상 동일한 방향을 공유하는 데서 그것들의 배열을 선택하는 것이 "레시피"의 핵심적인 부분이다. 그러나, 두 접근법 모두 공간의 구조 그 자체가 프랙탈임을 시사한다.

## 같이 보기
- 우주 거대구조
- 우주의 모양

## 참고 문헌
- Rassem,M. and Ahmed E., "On Fractal Cosmology", Astro. Phys. Lett. Commun. (1996), 35, 311.